# Пфальцфельд
Пфальцфельд (нем. Pfalzfeld) — община в Германии, в земле Рейнланд-Пфальц. 
Входит в состав района Рейн-Хунсрюк. Подчиняется управлению Эммельсхаузен.  Население составляет 597 человек (на 31 декабря 2010 года). Занимает площадь 5,27 км².
Город подразделяется на 2 городских района.

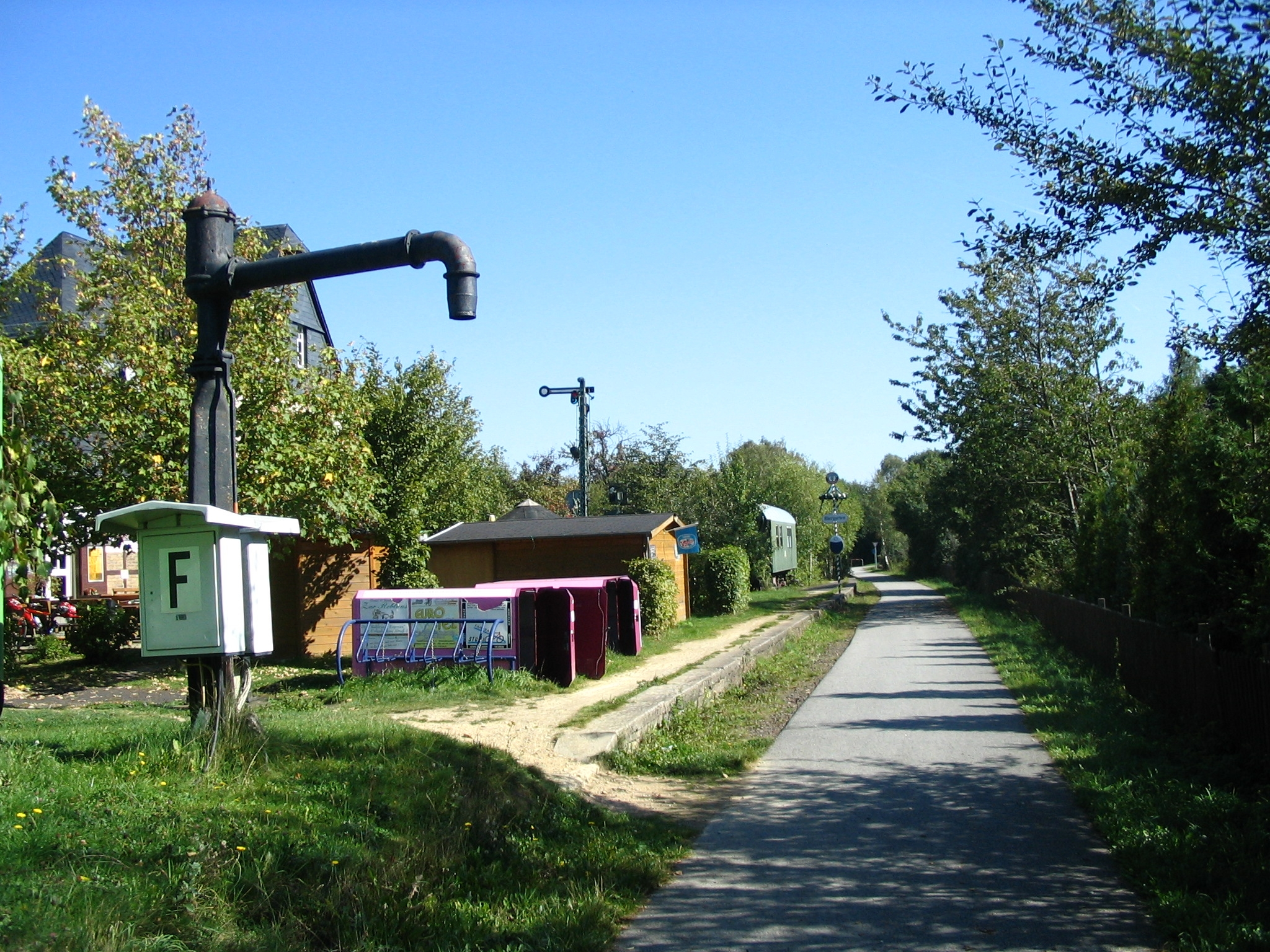
Вокзал

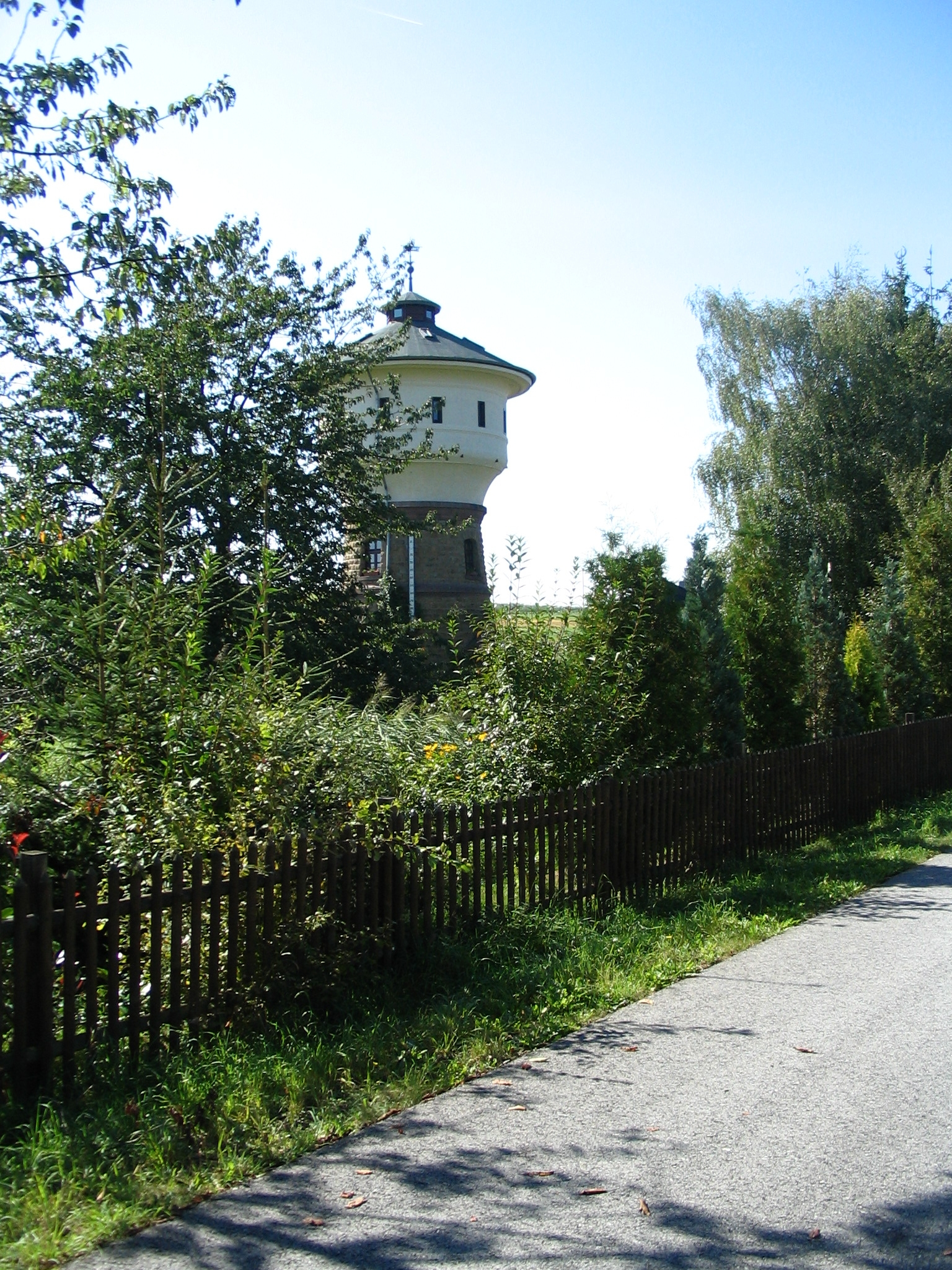
Пфальцфельд